# Pachydictyum
Pachydictyum is een geslacht van sponsdieren uit de klasse van de Demospongiae (gewone sponzen).

## Soorten
- Pachydictyum globosum Weltner, 1901